# Касторийская митрополия
Касторийская митропо́лия (греч. Ιερά Μητρόπολη Καστορίας) — епархия «Новых Земель» Элладской православной церкви. Как и прочие епархии «Новых Земель» имеет также формальное подчинение Константинопольскому патриархату. Центром епархии является город Кастория в Греции.

## Управляющие
- Филарет (Вафидис) (10 октября 1889 — 8 мая 1899)
- Афанасий (Капуралис) (3 июня 1899 — 28 сентября 1900)
- Герман (Каравангелис) (21 октября 1900 — 5 февраля 1908)
- Иоаким (Ваксеванидис) (14 февраля 1908 — 15 июля 1911)
- Иоаким (Лептидис) (2 августа 1911 — 6 декабря 1931)
- Никифор (Папасидерис) (22 марта 1936 — 14 августа 1958)
- Дорофей (Яннаропулос) (26 сентября 1958 — 13 июля 1974)
- Григорий (Майстрос) (14 июля 1974 — 30 мая 1985)
- Григорий (Папуцопулос) (21 ноября 1985 — 30 января 1996)
- Серафим (Папакостас) (5 октября 1996 — 29 декабря 2020)
- Каллиник (Георгатос) (10 октября 2021)

## Монастыри
- Клисурский Рождество-Богородицкий монастырь (женский)